# Lijst van burgemeesters van Odoorn
Dit is een lijst van burgemeesters van de voormalige Nederlandse gemeente Odoorn in de provincie Drenthe. Op 1 januari 1998 werden de voormalige gemeenten Odoorn en Borger samengevoegd tot de nieuwe gemeente Borger-Odoorn.
| Ambtsperiode | Naam burgemeester                         | Partij of stroming | Bijzonderheden                      |
| ------------ | ----------------------------------------- | ------------------ | ----------------------------------- |
| 1811         | Roelof Schaange                           |                    | Maire.                              |
| 1811 - 1824  | Roelof Boelken                            |                    |                                     |
| 1825 - 1828  | Roelof Zegering                           |                    |                                     |
| 1828 - 1835  | Jan Boelken                               |                    |                                     |
| 1835 - 1849  | Hinderikus Braams                         |                    |                                     |
| 1849 - 1874  | Mr. Sijbrandus Hellinga Tonckens          |                    |                                     |
| 1874 - 1915  | Jacobus Goedhardus Borgesius              |                    |                                     |
| 1915 - 1938  | Albert Vriend                             |                    |                                     |
| 1938 - 1943  | Johan van Roijen                          |                    |                                     |
| 1943         | Jan van Gerner                            |                    | Locoburgemeester                    |
| 1943 - 1945  | Hendrik Roelof Bruininga                  | NSB                | Voorafgaand burgemeester van Roden. |
| 1945 - 1964  | Johan van Roijen                          |                    |                                     |
| 1964 - 1974  | Mr. Edmond Willem de Fielliettaz Goethart | PvdA               | Voorafgaand burgemeester van Vries. |
| 1974 - 1984  | Dick Kreijkes                             | PvdA               | Voorafgaand burgemeester van Eenrum |
| 1984 - 1995  | Drs. Jaap van Zorge                       | PvdA               |                                     |
| 1995 - 1997  | Cees (C.G.A.A.) Brekelmans                | PvdA               | Waarnemend.                         |